# Luigi Broglio
Luigi Broglio (Mestre, 11 novembre 1911 - Rome, 14 janvier 2001) est un ingénieur aérospatial italien considéré comme le père du programme spatial italien. Il est en particulier à l'origine du programme San Marco dans le cadre duquel furent réalisés les premiers satellites artificiels italiens.

## Premières années
Broglio nait en 1911 à Mestre près de Venise. Sa famille déménage à Rome en 1915 où il passera le restant de ses jours. Après avoir décroché un diplôme en génie civil il effectue à compter de 1934 ses 3 ans de service militaire en tant qu'officier d'artillerie. Après son service, il intègre le centre de recherches de l'Aeronautica Militare Italiana (Armée de l'Air italienne) situé à Guidonia Montecelio. Il y travaille sur plusieurs projets aérospatiaux dont certains portent sur les moteurs à réaction. Durant la Seconde Guerre mondiale, lorsque l'Italie en septembre 1943 décide de déposer les armes, Broglio fuit le territoire occupé par les Allemands et combat aux côtés de la résistance pro-alliés. Promu lieutenant-colonel en 1950 il prend le poste de doyen de l'école d'ingénierie aéronautique rattachée à l'Université de Rome « La Sapienza » en remplacement de Gaetano Crocco. Il y fonde le Centro Ricerche Aerospaziali (CRA), fait construire un soufflerie supersonique ainsi que par la suite le premier centre d'essais pour satellite artificiel d'Europe. En 1956 il est nommé responsable du programme de recherche sur les fusées au sein de la Direzione Generali Armi e Munitioni. Il crée le polygone de test situé à Salto di Quirra en Sardaigne et mène des études sur la haute atmosphère à l'aide de fusées-sondes de conception américaine de type Nike-Cajun.

## Le programme San Marco
Les lancements des premiers satellites artificiels par l'Union soviétique et les États-Unis à la fin des années 1950 suscitent un grand intérêt dans la communauté scientifique. Le physicien italien Edoardo Amaldi persuade Broglio de se tourner vers les activités spatiales. Tous deux sont à l'origine de la création en 1959 de la Commissione per le Ricerche Spaziali (commission pour la recherche spatiale) au sein du  Consiglio Nazionale delle Ricerche (Conseil National pour la Recherche). Broglio, qui préside la commission, propose au gouvernement italien dirigé par Amintore Fanfani un programme spatial comprenant l'installation d'une base de lancement offshore au niveau de l'équateur et la construction de satellites scientifiques. L'agence spatiale américaine, la NASA, doit fournir le lanceur et un support technique. Le programme San Marco est accepté en aout 1961. Le premier satellite national San Marco 1 est mis en orbite avec succès le 14 aout 1965. Broglio supervise la création de la Plate-forme San Marco qui est installée sur des plateformes pétrolières reconverties et qui ont été convoyées jusqu'aux côtes du Kenya. La base de lancement entre en fonction peu après et lancera des satellites scientifiques jusqu'en 1988. Broglio tente en vain de convaincre le gouvernement italien de financer le développement d'un lanceur léger. Lorsque le gouvernement italien décide de créer une agence spatiale en 1988, Broglio est nommé à sa tête. Il démissionne toutefois en 1993 lorsque l'Italie décide de désaffecter la Plate-forme San Marco. Il se consacre alors à ses travaux de recherche jusqu'à sa mort qui intervient à Rome le 14 janvier 2001.